# Thierbaum
Thierbaum ist ein Ortsteil der Stadt Bad Lausick im sächsischen Landkreis Leipzig. Er wurde am 1. Januar 1974 nach Nauenhain eingemeindet und am 1. Januar 1994 nach Bad Lausick umgegliedert.

## Geografie

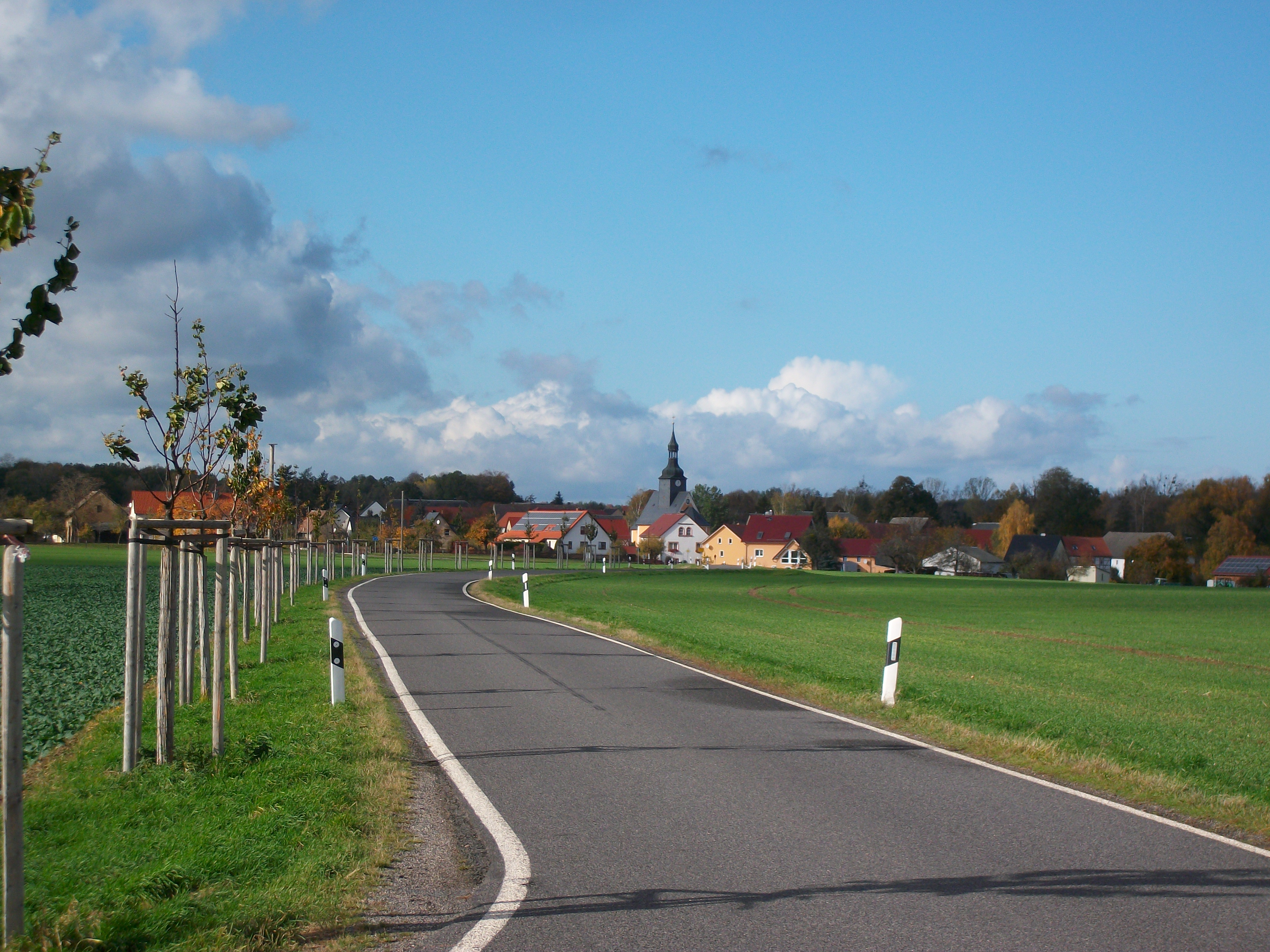
Thierbaum, Ortsansicht

### Geografische Lage
Thierbaum ist der südöstlichste Ortsteil von Bad Lausick am Südrand des Colditzer Forsts. Nordwestlich des Orts befindet sich der See Blaue Adria.

### Nachbarorte
|           | Colditzer Forst (zu Colditz)                |         |
| Ebersbach | Kompassrose, die auf Nachbargemeinden zeigt |         |
|           | Nauenhain                                   | Leupahn |

### Nahverkehr
Im öffentlichen Nahverkehr ist Thierbaum über die Haltestellen Thierbaum, Anbau und Thierbaum, Teich mit folgenden Linien erreichbar:
- Bus 289 (THÜSAC): Geithain – Nauenhain – Thierbaum – Ebersbach – Bad Lausick
- Bus 614 (RBL): Thierbaum – Ebersbach – Bad Lausick

## Geschichte

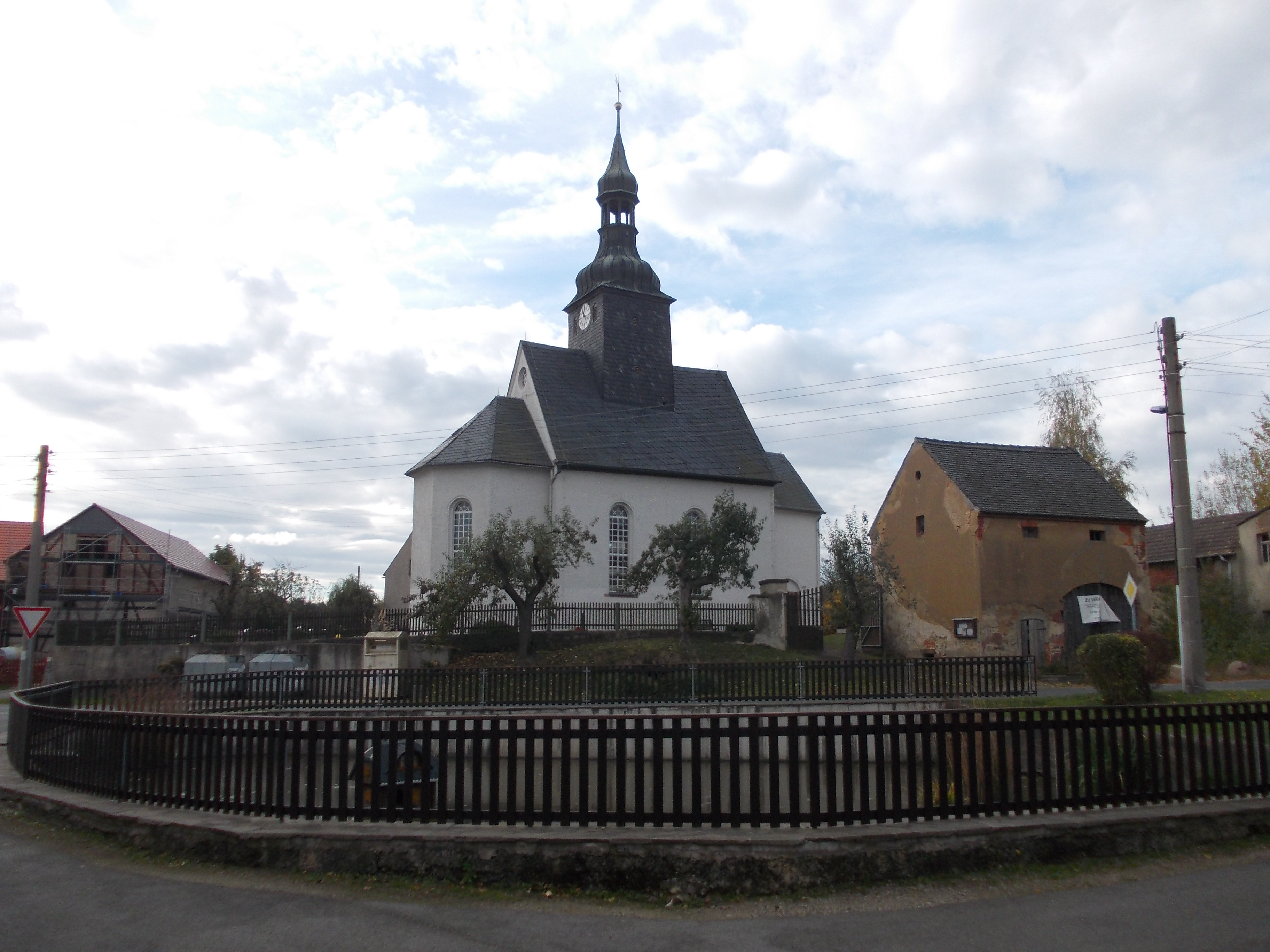
Thierbaum, Kirche

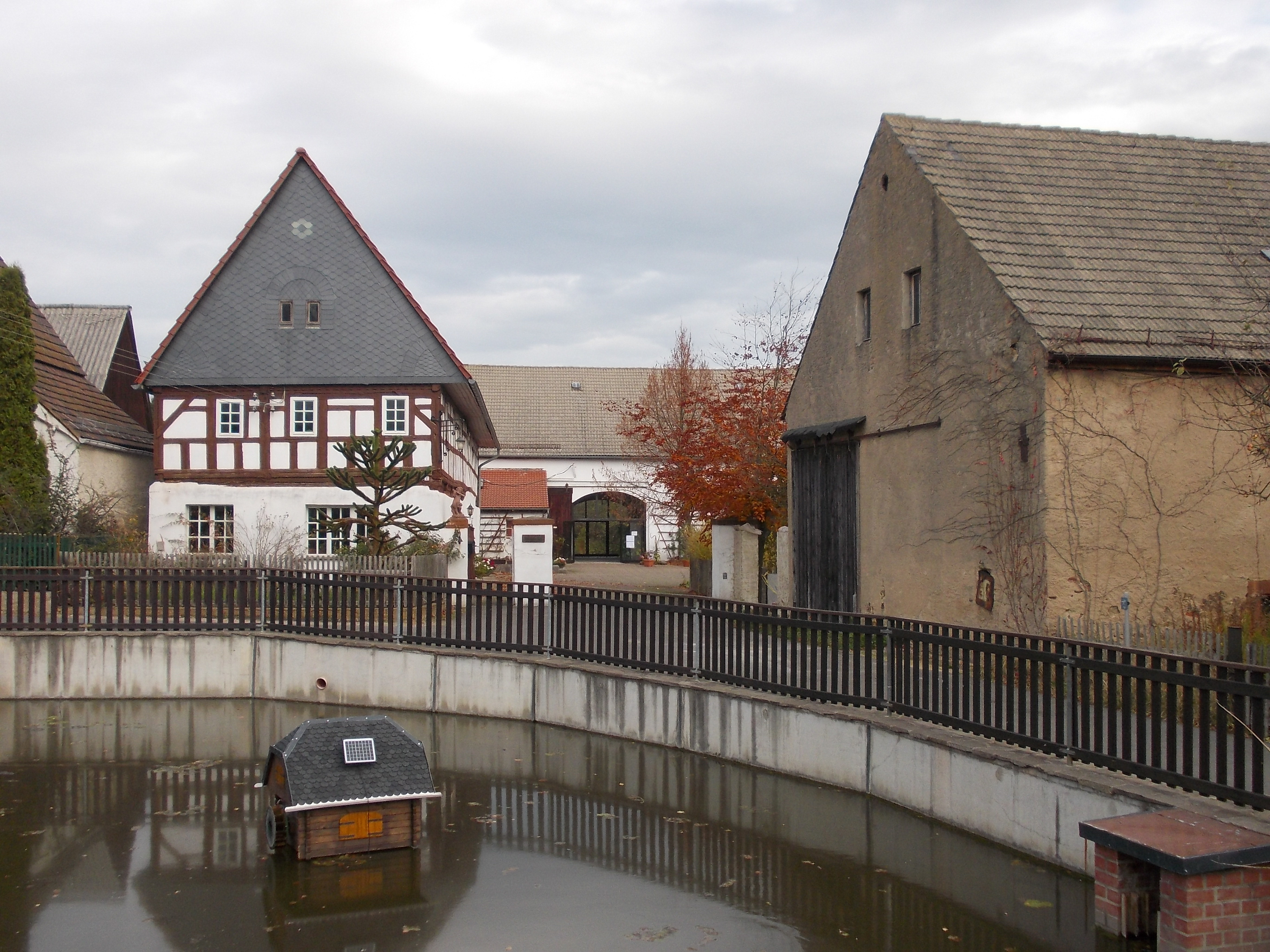
Thierbaum, Friedelhof

Das Straßenangerdorf Thierbaum wurde im Jahr 1290 als Tyrebome erwähnt. Die Kirche des Orts wurde bereits um 1500 erwähnt. Bezüglich der Grundherrschaft unterstand Thierbaum als Amtsdorf bis 1856 dem kurfürstlich-sächsischen bzw. königlich-sächsischen Amt Colditz. Bis um 1548 gehörte ein Anteil des Orts zum Kloster Buch bei Leisnig. Bei den im 19. Jahrhundert im Königreich Sachsen durchgeführten Verwaltungsreformen wurden die Ämter aufgelöst. Dadurch kam Thierbaum im Jahr 1856 unter die Verwaltung des Gerichtsamts Colditz und 1875 an die neu gegründete Amtshauptmannschaft Grimma.
Durch die zweite Kreisreform in der DDR im Jahr 1952 wurde die Gemeinde Thierbaum dem Kreis Grimma im Bezirk Leipzig angegliedert. Mit der Eingemeindung von Thierbaum nach Nauenhain wechselte der Ort am 1. Januar 1974 vom Landkreis Grimma in den Kreis Geithain im Bezirk Leipzig, der ab 1990 als sächsischer Landkreis Geithain fortgeführt wurde. Thierbaum wurde am 1. Januar 1994 nach Bad Lausick umgegliedert, wodurch er zunächst wieder zum Landkreis Grimma gehörte. Dieser ging bei der ersten sächsischen Kreisgebietsreform am 1. August 1994 im Muldentalkreis auf. Seit 2008 gehört Thierbaum als Ortsteil von Bad Lausick zum Landkreis Leipzig.